# Gilbert Declercq
Gilbert Declercq (Zwijnaarde, 24 oktober 1946) is een Belgisch schilder, tekenaar, illustrator en stripauteur. Hij signeert zijn werk soms ook met het pseudoniem Gidecq.

## Biografie

### Opleiding
Gilbert Declercq had al zijn diploma Sierkunsten op zak toen hij in 1970 afstudeerde aan de Koninklijke Academie voor Schone Kunsten te Gent in de afdeling Animatiefilm van Raoul Servais. Hij was de eerste mannelijke gediplomeerde animatiefilmer van deze afdeling.
Hij werkte op dat moment nog aan een kort 35-mm-filmpje met als titel 'No, thank you'. De eenvoudige korte prent zou jarenlang onderdeel uitmaken van een filmprogramma dat verspreid werd door Progrès-films.
Tijdens zijn studententijd had hij al enkele illustraties gepubliceerd in vrouwenbladen zoals Mimosa, Rosita, Libelle en Het Rijk der Vrouw, en in Ons Volkske een 4-pagina strip, getekend toen Declercq 15 jaar oud was, maar pas gepubliceerd toen hij al ruim 16 was. Deze documentaire strip had als thema de luchtvaart (D-558-2 Skyrocket).
Na zijn studie begon Declercq aan een freelanceloopbaan als illustrator, schilder en stripauteur. Hij tekende voor het stripblad Ohee wekelijks een cover en deed ook ander illustratiewerk. Daarnaast werkte hij ook deeltijds samen met Eddy Ryssack en maakte ook een groot aantal korte verhalen, waarvan de meeste pas veel later werden gepubliceerd. Zoals voor bijna al zijn strips schreef Gilbert hiervoor ook zelf de scenario's. Er verscheen in die periode ook werk van hem in Top-magazine (o.a. Miss Puntje en Devoon en Carboon).

### Rud Hart
Eind 1977 kreeg Gilbert Declercq de kans om voor het Nederlandse stripblad Eppo een vliegtuigstrip te maken, een jongensdroom: Rud Hart. Voor de opzet van de verhalen koos hij voor een 'burger-versie' van de pilotenstrip. Het mocht geen tweede Buck Danny of Dan Cooper worden. De hoofdfiguren moesten minder 'koelbloedige helden' zijn. Declercq probeerde ook in al zijn verhalen bewust een 'boodschap' mee te geven.
Bij de opstart van de vliegtuigstrip was het grootste probleem het aanpassen van zijn tekenstijl, die op vraag van de redactie heel wat koeler en technischer moest worden. Volgens de tekenaar heeft het een aantal verhalen geduurd voor hij een zeker evenwicht terug vond.
Na de publicatie van de eerste twee verhalen met als titel respectievelijk Vliegtuig vermist en De Opstandelingen werd door de redactie gekozen voor een andere scenarioschrijver, Kelvin Gosnell, die al verhalen had geschreven voor de reeks Storm. Het nieuwe verhaal kreeg als titel Olie voor Nagar. Kort daarna schreef Kees Vuik, een lid van de redactie, ook nog drie kortere verhalen voor Rud Hart: Intrige op Santarey, Nachtvlucht boven de Nordfjord en Voorzichtig Breekbaar! Na dit laatste verhaal liet Kees Vuik de held en zijn vriend Jef de Vlaeminck verongelukken, een 'galante' oplossing om de reeks af te sluiten. Het verdwijnen van Rud Hart en nog een aantal andere stripreeksen uit Eppo was het gevolg van de fel verslechterde verkoopcijfers van het blad. Later wisselde het stripblad nog een paar keer van naam, maar het verdween uiteindelijk.
Nu bood Declercq de reeks de Gazet Van Antwerpen aan. Men kende hem daar nog van vele jaren voordien, toen hij in zijn beginperiode er de strips Terry Trom en De Witte Tijger publiceerde, een door Serge Bertran (pseudoniem van Danny De Laet) bewerkte versie van een verhaal van John Flanders.
Uitgeverij De Vlijt bracht vier verhalen in album uit, waarvan twee nieuwe: Space Shuttle gekaapt en De Barok-Idioot. En nog een verhaal dat alleen in de krant verscheen: Het Gouden Vliegtuig. De directie van De Vlijt had echter besloten te stoppen met de stripproduktie en het lopende contract met Declercq werd eenzijdig verbroken, ook al wist de uitgeverij dat Declercq toen al ijverig werkte aan een nieuw Rud Hart-verhaal over de activiteiten van Artsen Zonder Grenzen.

### Strips
Scenarist Marck Meul kwam aankloppen met de idee om een nieuwe vliegtuigstrip op te starten voor het weekblad Robbedoes. Er was toentertijd een min of meer autonome Nederlandstalige redactie onder leiding van Jos Wouters. De reeks werd Avalon Air gedoopt en een eerste verhaal gepubliceerd, 'Crissie'. De autonome redactie verdween daarna echter.
Declercq had intussen ook contact met uitgeverij Lombard. Daar kreeg hij de kans om voor het weekblad Kuifje een avonturenstrip te maken met als algemeen thema de zeil- en scheepvaart. De nieuwe held Jody Barton werd geboren. Na de voorpublicatie verscheen er een eerste album (ook in het Frans) in 1991. Maar omdat het stripblad Kuifje werd opgeheven, verdween ook Jody Barton.
Declercq tekende daarna een paar korte historische verhalen, waaronder 'De slag der Gulden Sporen' en 'De wereld in brand geschoten' voor uitgeverij Snoeck-Ducaju. Rond diezelfde periode kreeg Gilbert de opdracht van het Nationaal Scheepvaartmuseum te Antwerpen om een strip te maken met als thema de emigratie naar Amerika. De strip werd gelinkt aan een langlopende tentoonstelling. 'Een koffer vol hoop' werd de titel van dit fictieve, maar correct gedocumenteerde verhaal. De hoofdfiguur is de jonge Oostenrijkse vrouw Enzi. Er kleefde echter één schaduwzijde aan het album: de inkleuring, die niet door Gilbert zelf werd uitgevoerd, bleek heel slecht gedaan. Het album verscheen in een Nederlandstalige en Engelse versie. De uitgave kreeg overigens onverwacht aandacht uit Duitsland, waar een tentoonstelling over hetzelfde thema werd voorbereid.
Declercq kreeg het verzoek om zijn verhaal licht aan te passen aan de situatie in Hamburg ten tijde van de emigratiegolf. Dit resulteerde niet alleen in een mooi gekartonneerde Duitse en Engelse albumuitgave, maar Enzi werd ook opgevoerd als de mascotte van de tentoonstelling. Een zeven meter hoge metalen afbeelding van Enzi werd als blikvanger op het dek geplaatst van het museumschip Cap San Diego waarin de tentoonstelling plaats had. Een deel van de expositie werd later tijdelijk overgeheveld naar Ellis Island in New York, waar ook het Engelstalig album werd verkocht.
Ook de redactie van het Nederlandse meidenblad Tina bleek geïnteresseerd in de avonturen van Enzi. De tekenaar werd gevraagd een iets kortere en enigszins andere versie van het verhaal te maken voor Tina. Daarna volgden nog enkele afleveringen van Enzi's avonturen in de Nieuwe Wereld.

### Schilder
Het werk van Gilbert Declercq werd tientallen keren tentoongesteld in binnen- en buitenland, zijn aquarelwerken werden nationaal en internationaal bekroond. Een van de bekroonde werken werd gejureerd door de prestigieuze Royal Watercolour Society te London. Zijn werk werd aangekocht door onder meer de stad Brugge, Innsbruck (Oostenrijk), het Nationaal Instituut voor de Zeevisserij en het Nationaal Scheepvaartmuseum te Antwerpen. Ook wordt zijn werk vertegenwoordigd door een paar marine-galerieën in de Verenigde Staten.

### Illustrator
Diverse illustraties maakte hij voor de publicaties van uitgeverij Altiora (Averbode), voornamelijk in het Top-magazine. Ook verscheen er werk van hem in 't Kapoentje en in het weekblad Panorama, voor WWF, voor diverse uitgaven van Reader's Digest, voor de merchandising van Greenpeace, opdrachten voor Green-Belgium.
Declercq werd in 1984 aanvaard al Artist-member van de Amerikaanse beroepsvereniging voor Illustratoren, de Society of Illustrators te New York. Bij diverse gelegenheden werd zijn werk er, samen met dat van collega's tentoongesteld. Toen de vereniging haar honderdjarig bestaan vierde werd er door de leden een keramiektegelwand in de lokalen van het Museum of American Illustration samengesteld waarop iedere illustrator op zijn manier hulde bracht aan de vereniging, ook Declercq.
Toen de Duitse speelgoedfabrikant Märklin in 1995 zijn vernieuwde Museum opende in Göppingen, kreeg Declercq de opdracht om het affiche te ontwerpen, die ook werd afgedrukt op een miniatuur-treinwagon.
De Japanse grafische uitgeverij 'Dai-Nippon' verzocht Declercq in 1994 om België te vertegenwoordigen als illustrator bij een kalenderproject met als thema 'Grenzen'. Hij kreeg de opdracht een illustratie te maken voor de maand december op de kalender naar het specifieke thema 'Kosmologische Grenzen'.
Voor de Duitse verzekeringsmaatschappij Hamburg-Mannheimer illustreerde Gilbert een boekwerk dat de geschiedenis vertelt van het verzekeringswezen, op tekst van Toni Zwijsen: Surfen naar Hammoerabi, uitgegeven in het Nederlands, Duits en Frans.
Tevens werd er bij Uitgeverij Lannoo een luxe-editie uitgebracht, gecombineerd met een biografie over Gilbert Declercq, Gilbert Declercq, een passioneel palet.
Ook ontwierp hij verschillende nieuwe historische kostuums voor de praalstoet der Gouden Boomstoet te Brugge en ontwierp hij tien van de eenentwintig praalwagens voor de Historische Praalstoet ter gelegenheid van het tweehonderdjarig bestaan van de Gentse Floraliën.
- Bibliothèque nationale de France: cb17865595v (data)
- International Standard Name Identifier: 0000 0000 6642 2661
- Nederlandse Thesaurus van Auteursnamen: 069871329
- RKD-Nederlands Instituut voor Kunstgeschiedenis: 21318
- Virtual International Authority File: 91320500
- WorldCat: E39PBJqBtGCjYDg4RhRbdBHXBP